# Зуби (герб)

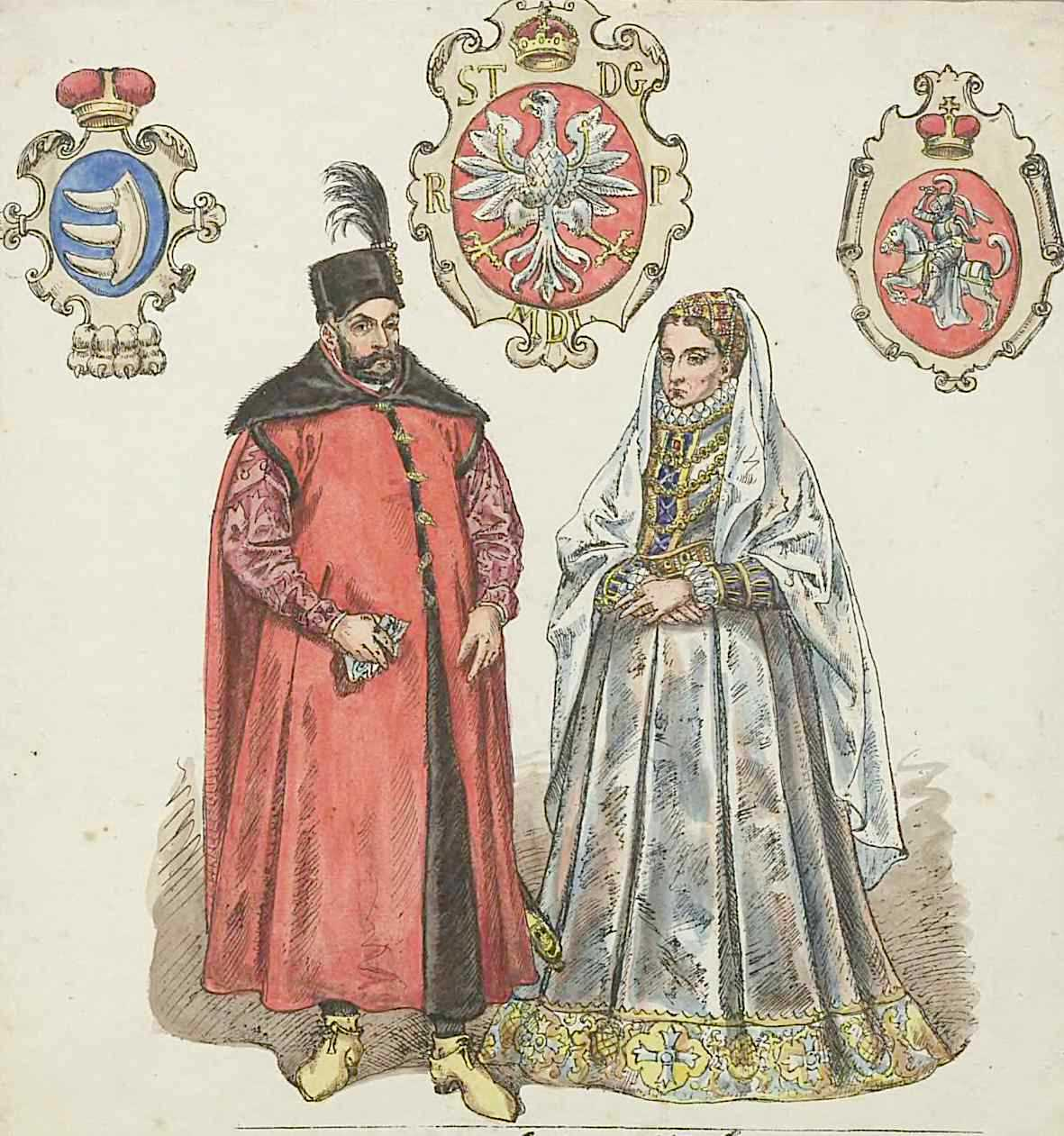
Неправильна версія герба в картині Матейка

Зуби (пол. Zęby,Trzy Zęby, Smocze Zęby, Wilcze Zęby) - польський та угорський шляхетський герб, привезений до Польщі королем Стефаном Баторієм 1576 року. 

## Опис герба
Опис згідно з класичними правилами блазонування: 
На червоному полі три срібні вовчі зуби, що вбудовані в шматок щелепи. У первісному вигляді замість зубів були три клини вістрями вліва. Іноді щелепу подавали поруч із краями щита, що несумісне з принципами геральдичної стилізації. Були випадки перевертання емблеми та зміни кольорів поля на синій. 

## Геральдичний рід
Баторії, Батовські, Батуржицькі, Баур-Батуржицькі. 

### Відомі носії герба
- Андраш Баторі
- Балтазар Баторій (помер 1577 р.)
- Балтазар Баторій (помер 1594 р.)
- Габор Баторі
- Єлизавета Баторі
- Жигмонд Баторі
- Іштван Баторій (Трансильванський воєвода)
- Криштоф І Баторі
- Стефан Баторій - король Польщі
- Ян Баторій